# المعهد الهندي للعلوم الطبية والبحث
المعهد الهندي للعلوم الطبية والبحث (IIMSR) هو كلية طبية خاصة مملوكة للأقليات تقع في ورودي، بدنابور، في منطقة جالنا بولاية مهاراشترا، الهند. تأسست الكلية في عام 2013، وهي تابعة لـجامعة مهاراشترا للعلوم الصحية ومعترف بها من قبل اللجنة الوطنية الطبية (التي كانت تُعرف سابقًا بـ مجلس الطب الهندي). يهدف المعهد إلى تقديم تعليم طبي عالي الجودة وخدمات رعاية صحية.

## التاريخ
تأسس المعهد الهندي للعلوم الطبية والبحث بواسطة وقف الجامعة الإسلامية إشاعة العلوم تحت قيادة غلام محمد الوستانوي. حصل المعهد على خطاب الإذن (LOP) من مجلس الطب الهندي في 14 يوليو 2013 وبدأت الدفعة الأكاديمية الأولى بعد ذلك مباشرةً.

## الأكاديميات
يقدم المعهد برنامجًا مدته 5.5 سنوات للحصول على درجة بكالوريوس الطب والجراحة (MBBS)، والذي يشمل سنة تدريب إلزامية. يتم القبول عبر اختبار الأهلية الوطنية للالتحاق بالطب (NEET-UG)، الذي تنظمه الوكالة الوطنية للاختبارات (NTA).

## البنية التحتية
يقع المعهد على مساحة 25.2 فدانًا ويضم مستشفى تعليميًا يحتوي على 700 سرير يقدم خدمات الرعاية الصحية والتدريب العملي للطلاب. يشمل الحرم الجامعي قاعات دراسية حديثة، مختبرات، وقاعات محاضرات مجهزة بأحدث التقنيات. كما يوفر سكنًا منفصلًا للطلاب والطالبات، بالإضافة إلى مرافق مثل مكتبة، صالة رياضية، كافيتيريا، وملاعب رياضية لدعم رفاهية الطلاب والأنشطة اللاصفية.

## التحديات والتقدم
واجه المعهد تحديات مع غيره من المؤسسات الطبية الريفية في ولاية ماهاراشترا بسبب نقص في تحقيق معايير اللجنة الوطنية الطبية. ومع ذلك، اعتمدت الحكومة المحلية خططًا لتحسين البنية التحتية وتعيين كوادر مؤهلة لضمان الامتثال للمعايير الأساسية.